# Pacyfikacja Mokotowa
Pacyfikacja Mokotowa – fala masowych mordów, grabieży, podpaleń i gwałtów, które przetoczyły się przez warszawską dzielnicę Mokotów w okresie powstania warszawskiego 1944 roku. Zbrodnie na jeńcach wojennych i cywilnej ludności dzielnicy popełniane były przez Niemców do momentu kapitulacji Mokotowa 27 września 1944, choć największe natężenie przybrały w pierwszych dniach powstania.

## Niemieckie zbrodnie w pierwszym dniu powstania
1 sierpnia 1944 o godzinie 17.00 żołnierze Armii Krajowej uderzyli na niemieckie obiekty we wszystkich dzielnicach okupowanej Warszawy. Oddziały Obwodu V AK „Mokotów” poniosły tego dnia ciężkie straty podczas nieudanych ataków na silnie umocnione niemieckie punkty oporu przy ulicach Rakowieckiej i Puławskiej. Powstańcom nie udało się również zdobyć wielu innych celów natarcia – m.in. koszar w szkołach przy ulicach Kazimierzowskiej i Woronicza, Fortu Mokotów, czy toru wyścigów konnych na Służewcu. Na skutek tej porażki znaczna część oddziałów Obwodu V wycofała się do Lasu Kabackiego. Pięć kompanii pułku „Baszta” pod dowództwem podpułkownika Stanisława Kamińskiego „Daniela” obsadziło natomiast bloki mieszkalne w czworoboku ulic: Odyńca – Goszczyńskiego – Puławskiej – Alei Niepodległości. W następnych dniach powstańcom udało się jednak rozszerzyć swój stan posiadania oraz zorganizować silny ośrodek oporu na Górnym Mokotowie.
Już w nocy z 1 na 2 sierpnia 1944 jednostki SS, policji i Wehrmachtu dopuściły się na Mokotowie szeregu zbrodni wojennych. Wzięci do niewoli powstańcy byli rozstrzeliwani, rannych dobijano. Niemcy nie zważali przy tym na fakt, że żołnierze AK prowadzili walkę w sposób otwarty i posiadali przewidziane prawem oznaki żołnierskie – a więc walczyli zgodnie z konwencją haską. Zamordowano między innymi wszystkich polskich żołnierzy schwytanych podczas ataku na niemieckie punkty oporu przy ul. Rakowieckiej oraz kilkudziesięciu jeńców z batalionu AK „Karpaty”, który atakował tor wyścigów konnych na Służewcu. Niemcy rozstrzelali także co najmniej 19 rannych i wziętych do niewoli powstańców z batalionu AK „Olza”, który rozbito podczas ataku na Fort Mokotów. Część ofiar została pogrzebana żywcem, co potwierdziły wyniki ekshumacji przeprowadzonej w 1945.
Tej nocy doszło również do pierwszych mordów na cywilnej ludności Mokotowa. Po odparciu polskiego ataku żołnierze Luftwaffe należący do personelu Fliegerhorst-Kommandantur Warschau-Okecie (pol. „Dowództwo lotniska wojskowego Okęcie”) spędzili blisko 500 cywilów na teren Fortu Mokotów. Wysiedleniom towarzyszyły doraźne egzekucje. Zamordowano wówczas wielu mieszkańców ulic Bachmackiej, Baboszewskiej i Syryńskiej. W domu przy ulicy Racławickiej 97 Niemcy spędzili blisko czternastu mieszkańców do piwnicy, a następnie wymordowali ich za pomocą granatów. Mordy na jeńcach i ludności cywilnej dokonywane były na rozkaz dowódcy garnizonu Okęcia – generała Doerflera.

## Rozkaz Hitlera o zniszczeniu Warszawy i jego realizacja na Mokotowie
Na wieść o wybuchu powstania Hitler wydał Reichsführerowi-SS Himmlerowi oraz szefowi sztabu generalnego Naczelnego Dowództwa Wojsk Lądowych (OKH), generałowi Heinzowi Guderianowi ustny rozkaz zrównania Warszawy z ziemią i wymordowania wszystkich jej mieszkańców. Zgodnie z relacją SS-Obergruppenführera Ericha von dem Bach-Zelewskiego, którego mianowano dowódcą sił wyznaczonych do stłumienia powstania, rozkaz brzmiał mniej więcej następująco: „każdego mieszkańca należy zabić, nie wolno brać żadnych jeńców. Warszawa ma być zrównana z ziemią i w ten sposób ma być stworzony zastraszający przykład dla całej Europy”. Rozkaz Hitlera o zniszczeniu Warszawy otrzymali również dowódcy niemieckiego garnizonu w Warszawie. SS-Oberführer Paul Otto Geibel, dowódca SS i policji (SS- und Polizeiführer) na dystrykt warszawski, zeznał po wojnie, że już wieczorem 1 sierpnia Himmler polecił mu telefonicznie: „niech pan zniszczy dziesiątki tysięcy”. Z kolei 2 sierpnia dowódca garnizonu warszawskiego, generał Reiner Stahel, wydał podległym sobie oddziałom Wehrmachtu rozkaz mordowania wszystkich mężczyzn uważanych za rzeczywistych lub potencjalnych powstańców oraz brania zakładników spośród ludności cywilnej (w tym kobiet i dzieci).
Mokotów obsadzały w tym czasie dość silne jednostki niemieckie – m.in. 3. zapasowy batalion grenadierów pancernych SS w koszarach przy ul. Rakowieckiej (SS-Stauferkaserne), baterie artylerii przeciwlotniczej na Polu Mokotowskim, oddziały Luftwaffe w Forcie Mokotów i koszarach artylerii przeciwlotniczej przy ul. Puławskiej (Flakkaserne), czy oddział żandarmerii w gmachu komendy powiatowej przy ul. Dworkowej. Mimo tego realizacja eksterminacyjnego rozkazu Hitlera nie przyniosła na Mokotowie tak tragicznych rezultatów jak na Woli, Ochocie czy w Śródmieściu Południowym. Dzielnica uznawana była za odcinek peryferyjny więc przez dłuższy czas Niemcy nie prowadzili tam większych działań ofensywnych. Oddziały niemieckie, zachowując się biernie wobec powstańców, masowo mordowały jednak polską ludność cywilną znajdującą się w zasięgu ich działania. Palono także domy oraz dopuszczano się grabieży i gwałtów na kobietach. Ocalałą ludność wypędzano z domów i kierowano do obozu przejściowego w Pruszkowie, skąd wiele osób deportowano następnie do obozów koncentracyjnych lub wywieziono na roboty przymusowe w głąb III Rzeszy.

### Masakra w więzieniu mokotowskim

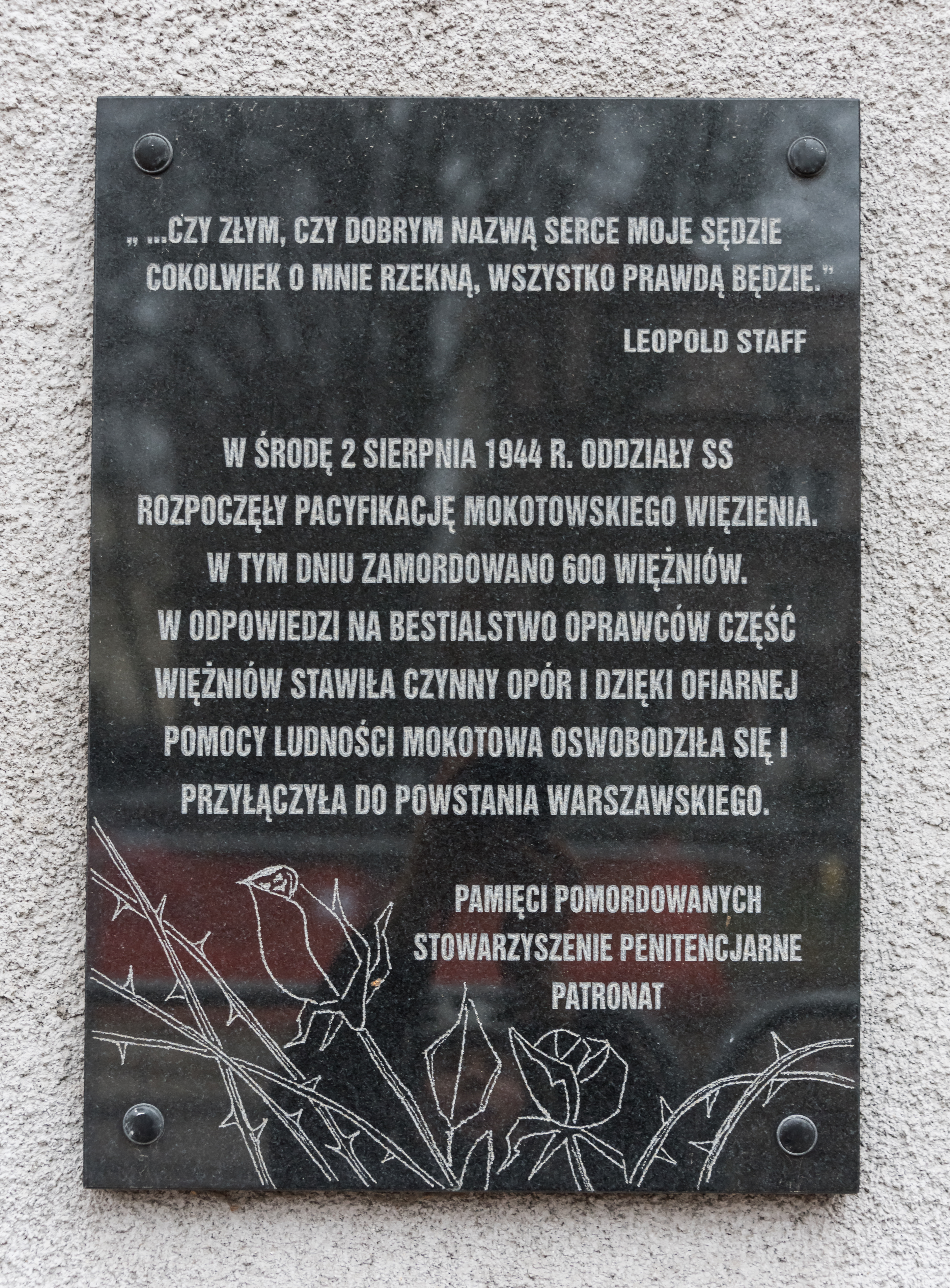
Tablica pamiątkowa na ścianie muru więzienia mokotowskiego przy ul. Rakowieckiej 37

W momencie wybuchu powstania w więzieniu mokotowskim przy ul. Rakowieckiej 37 przebywało 794 więźniów – w tym 41 małoletnich. 1 sierpnia obiekt ten był atakowany przez żołnierzy AK, którzy zdołali wedrzeć się do więzienia i zająć budynek administracyjny, lecz nie byli w stanie dotrzeć do budynków penitencjarnych.
2 sierpnia inspektor sądowy Kirchner, który pełnił obowiązki naczelnika więzienia, został wezwany do pobliskich koszar SS przy ulicy Rakowieckiej 4. SS-Obersturmführer Martin Patz, dowódca 3. zapasowego batalionu grenadierów pancernych SS, oświadczył mu, że generał Reiner Stahel zarządził zlikwidowanie wszystkich więźniów. Ową decyzję zatwierdził również SS-Oberführer Geibel, który nakazał dodatkowo rozstrzelanie polskich strażników. Kirchner sporządził wówczas protokół przejęcia, na mocy którego przekazał do dyspozycji Patza wszystkich znajdujących się w zakładzie więźniów. Tego samego dnia w godzinach popołudniowych na teren więzienia wkroczył oddział SS. Blisko 60 więźniów zmuszono do wykopania trzech masowych grobów na więziennym podwórzu, po czym rozstrzelano ich ogniem broni maszynowej. Następnie Niemcy zaczęli wyciągać pozostałych więźniów z cel i mordować ich nad wykopanymi mogiłami. W kilkugodzinnej egzekucji zginęło ponad 600 osób osadzonych w więzieniu mokotowskim.
Rzeź, która odbywała się na więziennym dziedzińcu była doskonale widoczna z okien cel, a obserwujący ją więźniowie zrozumieli, że są skazani na śmierć i nie mają nic do stracenia. Osadzeni ze znajdujących się na drugim piętrze oddziałów nr 6 i 7 zdecydowali się więc na desperacki krok i zaatakowali oprawców. Następnie pod osłoną nocy i przy pomocy ludności okolicznych domów od 200 do 300 więźniów zdołało przedostać się na teren kontrolowany przez powstańców.

### Masakra w klasztorze jezuitów przy ul. Rakowieckiej

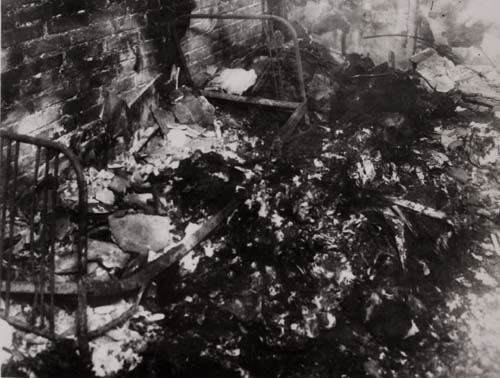
Klasztor jezuitów na Mokotowie – miejsce masakry

W pierwszym dniu powstania Dom Pisarzy Towarzystwa Jezusowego przy ulicy Rakowieckiej 61 nie został objęty walkami. W klasztorze schroniło się natomiast kilkunastu cywilów, którym strzelanina uniemożliwiła powrót do domów. Rankiem 2 sierpnia Dom Pisarzy został ostrzelany przez niemieckie działka przeciwlotnicze z pobliskiego Pola Mokotowskiego, a wkrótce później wtargnął do niego ok. 20-osobowy oddział SS – przysłany najprawdopodobniej z pobliskiej Stauferkaserne. SS-mani zarzucili przebywającym w klasztorze osobom, że z budynku ostrzeliwano niemieckich żołnierzy. Po pobieżnej rewizji, która nie doprowadziła do znalezienia żadnych dowodów na poparcie tych oskarżeń, Niemcy wyprowadzili z budynku przełożonego klasztoru, ks. superiora Edwarda Kosibowicza – rzekomo celem udzielenia dodatkowych wyjaśnień w dowództwie. W rzeczywistości zamordowano go strzałem w tył głowy na Polu Mokotowskim.
Po pewnym czasie pozostałych Polaków stłoczono w niewielkim pokoiku znajdującym się w podziemiach klasztoru, po czym obrzucono granatami. Następnie przez wiele godzin trwało metodyczne dobijanie rannych. Ofiarą masakry padło ponad 40 osób, w tym 8 kapłanów i 8 braci Towarzystwa Jezusowego. Zwłoki zamordowanych oblano benzyną i podpalono. Ocalało czternaście osób (w większości rannych), którym po chwilowym odejściu Niemców udało się wydostać spod sterty ciał i uciec z klasztoru.

### Mordowanie ludności cywilnej

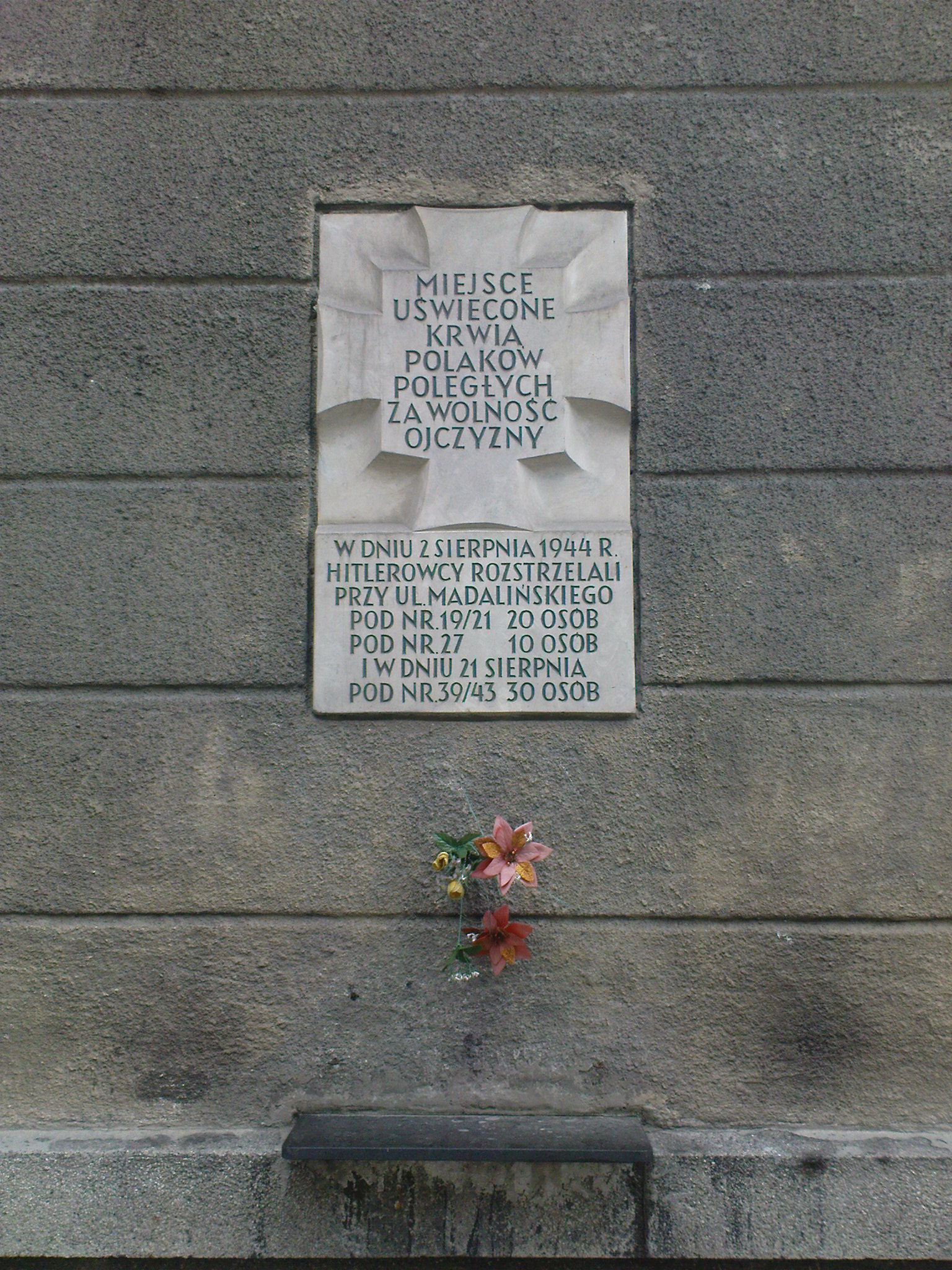
Tablica upamiętniająca zamordowanych mieszkańców ul. Madalińskiego

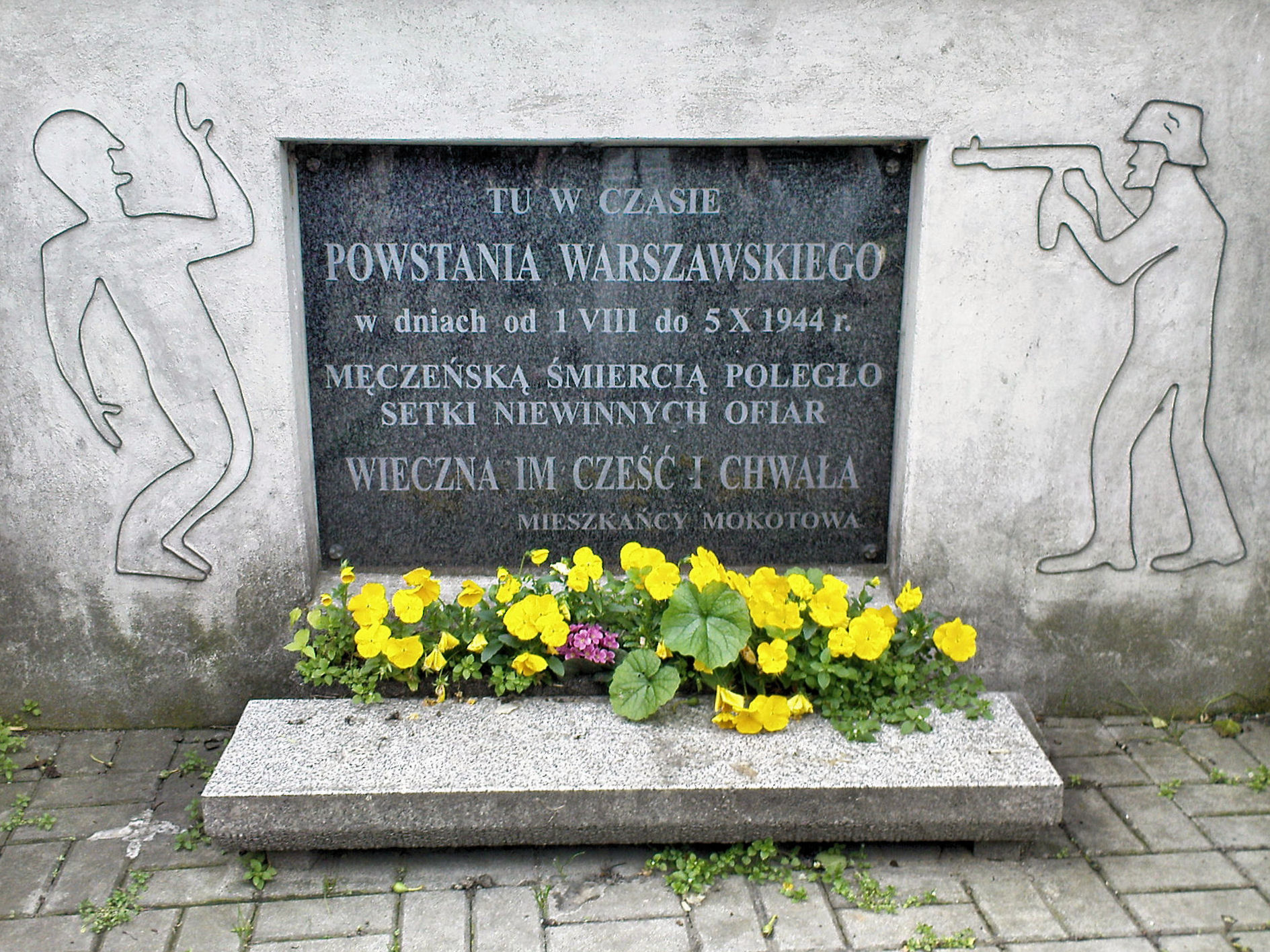
Tablica upamiętniająca ofiary egzekucji na schodach przy ul. Dworkowej

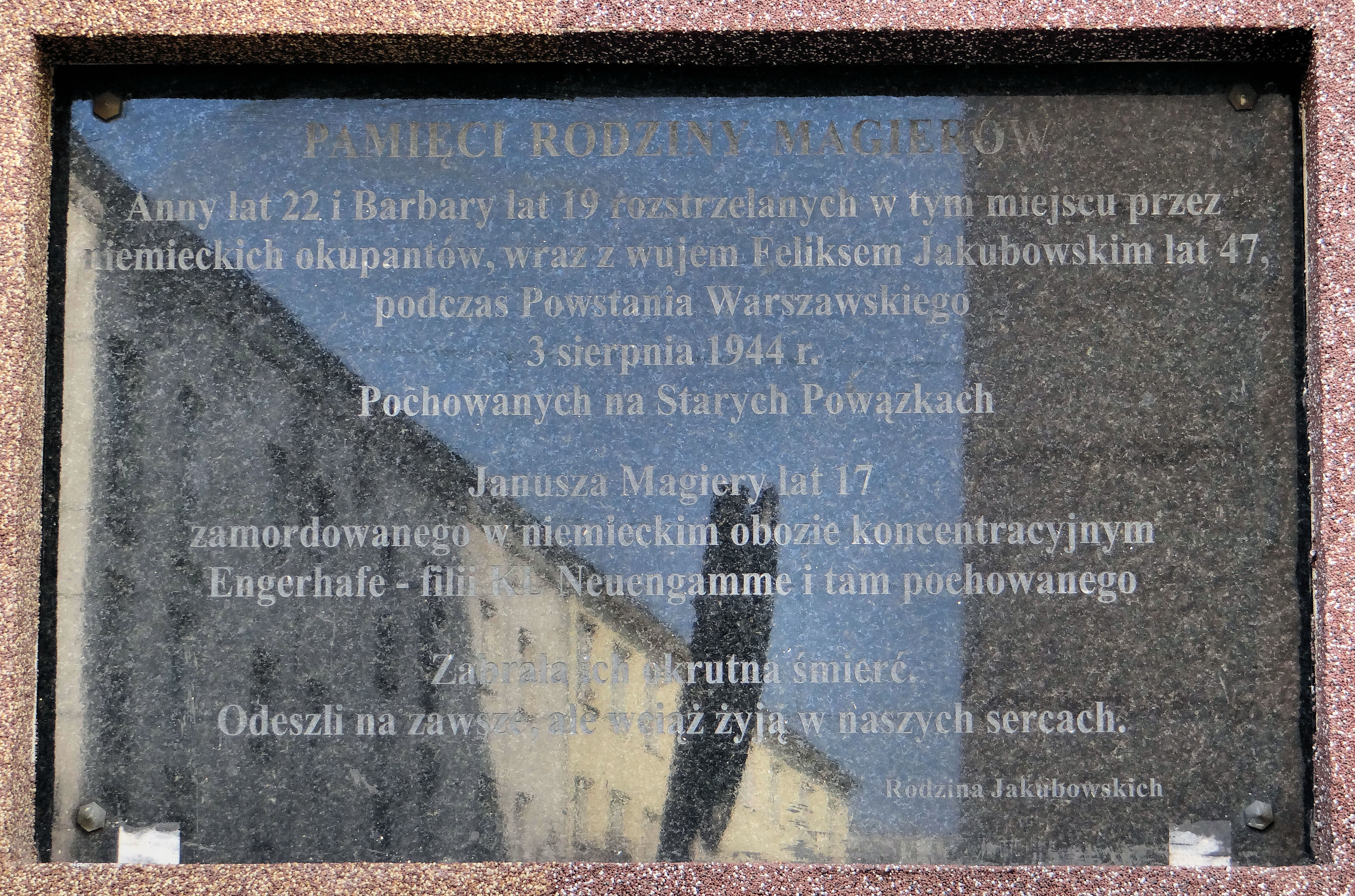
Tablica upamiętniająca członków rodziny Magierów, zamordowanych w egzekucji przy ul. Puławskiej

W pierwszych dniach sierpnia oddziały niemieckie na Mokotowie – zarówno jednostki SS i policji, jak i Wehrmachtu – wielokrotnie dokonywały wypadów mających na celu sterroryzowanie polskiej ludności cywilnej. Akcjom tym towarzyszyły zwykle doraźne egzekucje połączone z paleniem domów. Już 2 sierpnia SS-mani z koszar przy ul. Rakowieckiej zapuścili się w ulicę Madalińskiego, gdzie przystąpili do mordowania ludności cywilnej. Rozstrzelano wówczas co najmniej kilkudziesięciu mieszkańców domów pod numerami 18, 20, 19/21, 22, 23 i 25 (w większości mężczyzn). Zamordowano także sześciu mieszkańców domu przy ul. Kazimierzowskiej 76 (w tym trzy kobiety i niemowlę). W domu przy ul. Madalińskiego 27 Niemcy zamknęli dziesięciu mężczyzn w małej stolarni, gdzie następnie spalili ich żywcem.
3 sierpnia SS-Oberführer Geibel, wzmocniwszy kilkoma czołgami oddział żandarmerii z komendy powiatowej przy ul. Dworkowej, nakazał przeprowadzenie akcji mordowania ludności cywilnej w rejonie ulicy Puławskiej. Żandarmi dowodzeni przez Oberleutnanta Karla Lipschera dokonali terrorystycznego wypadu, posuwając się wzdłuż ulicy Puławskiej w kierunku południowym. Na ulicy Szustra (obecnie Jarosława Dąbrowskiego) rozstrzelali około 40 mieszkańców domów nr 1 i 3. Dotarli następnie aż do ulicy Boryszewskiej strzelając do uciekającej ludności cywilnej, której ciała zasłały Puławską i jej przecznice. Tego dnia wymordowano większość mieszkańców domów położonych w czworoboku ulic: Puławska – Belgijska – Boryszewska – Wygoda. Zginęło wówczas co najmniej 108 mieszkańców domów przy ul. Puławskiej nr 69, 71 i 73/75 oraz kilkadziesiąt osób zamieszkałych w domach przy ul. Belgijskiej. Wśród zamordowanych znalazło się wiele kobiet i dzieci. Z kolei z domów przy ul. Puławskiej 49 i 51 Niemcy i ich ukraińscy kolaboranci wyprowadzili ponad 150 osób – w większości kobiet i dzieci. Zatrzymanych ustawiono trójkami i poprowadzono ku siedzibie żandarmerii przy ul. Dworkowej. Kiedy kolumna dotarła skraj skarpy, do schodów prowadzących w kierunku ul. Belwederskiej (obecnie park Morskie Oko), Niemcy odsunęli zasieki z drutu kolczastego sugerując, że pozwalają cywilom przejść na terytorium opanowane przez powstańców. Część grupy zeszła już schodkami, gdy żandarmi niespodziewanie otworzyli ogień z broni maszynowej. Zginęło około 80 osób, w tym wiele dzieci. W trakcie egzekucji szczególną bezwzględnością wyróżnił się służący w żandarmerii volksdeutsch, Edward Malicki (vel Maliszewski). Ponadto w domu przy ul. Bukowińskiej 25 niemieccy lotnicy zamordowali tego dnia od 10 do 13 osób.
4 sierpnia w godzinach porannych dwie kompanie pułku „Baszta” dokonały nieudanego ataku na komendę żandarmerii przy ul. Dworkowej. Po odparciu powstańców Niemcy postanowili zemścić się na ludności cywilnej. Żandarmi z Dworkowej wsparci przez oddział ukraińskich kolaborantów ze szkoły przy ul. Pogodnej szczelnie obstawili niewielką ulicę Olesińską (usytuowaną naprzeciwko komendy żandarmerii). Kilkuset mieszkańców domów nr 5 i 7 spędzono do piwnic po czym wymordowano za pomocą granatów. Ogniem broni maszynowej wybito tych, którzy próbowali wydostać się z zamienionych w masowe groby piwnic. Ofiarą masakry padło od 100 do 200 osób. Była to jedna z największych niemieckich zbrodni popełnionych na Mokotowie w trakcie powstania warszawskiego.
4 sierpnia pacyfikowane były również okolice ul. Rakowieckiej. SS-mani z koszar Stauferkaserne i lotnicy z koszar przy ul. Puławskiej wpadali do domów ciskając granaty i strzelając do osób otwierających im drzwi. Zamordowano wówczas około 30 mieszkańców domów przy ul. Rakowieckiej 5, 9 i 15 oraz co najmniej 20 mieszkańców domów przy ul. Sandomierskiej 19/21 i 23. Dwie ranne kobiety lotnicy pozostawili w podpalonej kamienicy pozwalając by spłonęły żywcem.
Szeregu zbrodni na ludności Mokotowa Niemcy dopuścili się również 5 sierpnia. W godzinach wieczornych SS-mani i policjanci przysłani z siedziby Sicherheitspolizei w alei Szucha otoczyli kwartał domów zamknięty ulicami: Puławską – Skolimowską – Chocimską – bazarem mokotowskim. Zamordowali następnie około 100 mieszkańców domów przy ul. Skolimowskiej 3 i 5 oraz około 80 mieszkańców domu przy ul. Puławskiej 11. Wśród ofiar znalazła się pewna ilość ukrywających się tam powstańców, w tym kapitan Leon Światopełk-Mirski „Leon” – dowódca III Rejonu w Obwodzie V AK „Mokotów”. Zwłoki rozstrzelanych oblano benzyną i spalono. Tego samego dnia niemieccy lotnicy zamordowali także od 10 do 15 osób ukrywających się w schronie przy ul. Bukowińskiej 61.
W kolejnych dniach Niemcy nadal podpalali domy i wysiedlali ludność z opanowanych przez siebie kwartałów Mokotowa. Miały także miejsce przypadki rozstrzeliwania cywilów. 11 sierpnia zamordowano około 20 mieszkańców kamienicy przy al. Niepodległości 132/136 (w tym kilka kobiet). 21 sierpnia rozstrzelano około 30 mieszkańców domu przy ul. Madalińskiego 39/43, a następnego dnia – 7 mieszkańców domu przy ul. Kieleckiej 29A. Istnieją także relacje mówiące, że na przełomie sierpnia i września 1944 w rejonie ogródków działkowych przy ul. Rakowieckiej Niemcy rozstrzelali blisko 60 osób cywilnych – w tym kobiety, starców i dzieci.

### Zbrodnie na terenie Stauferkaserne

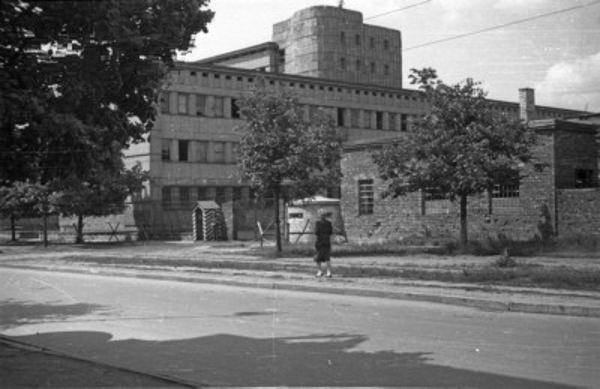
Stauferkaserne – widok od ulicy Rakowieckiej rogu ulicy Kazimierzowskiej

Od 2 sierpnia Niemcy wypędzali polską ludność z opanowanych przez siebie kwartałów Mokotowa. Potężne koszary SS przy ul. Rakowieckiej 4 (tzw. SS-Stauferkaserne) zamieniono wówczas w prowizoryczne więzienie. Przetrzymywani byli tam głównie mężczyźni, których traktowano jako zakładników oraz poddano rygorowi obozowemu. Uwięzionych w Stauferkaserne Polaków przetrzymywano w nieludzkich warunkach i traktowano z ogromną brutalnością. Więźniowie otrzymywali minimalne racje żywnościowe (dla przykładu pierwszej grupie osadzonych dostarczono pożywienie dopiero po upływie jednego dnia). Na porządku dziennym było również ciągłe bicie. Zatrzymanych mężczyzn zmuszano do wyczerpującej pracy, polegającej m.in. na czyszczeniu latryn gołymi rękami, rozbieraniu powstańczych barykad, czyszczeniu czołgów, grzebaniu trupów, pracach ziemnych na terenie koszar (np. kopanie rowów łącznikowych), oczyszczaniu ulic, czy przenoszeniu i ładowaniu na samochody zrabowanych przez Niemców dóbr. Wiele spośród tych prac miało na celu jedynie wyczerpanie i upokorzenie zatrzymanych. Ciężkie warunki życia i pracy doprowadziły wkrótce do zupełnego wycieńczenia więźniów. Wybuchła także wśród nich epidemia dyzenterii.
W okresie powstania Niemcy zamordowali na terenie Stauferkaserne co najmniej 100 Polaków. Między innymi, 3 sierpnia Niemcy na chybił trafił wybrali z grona więźniów około 45 mężczyzn, których następnie wyprowadzili partiami po 15 i rozstrzelali poza terenem koszar. Następnego dnia zamordowano na dziedzińcu koszar około 40 mężczyzn z domu położonego na rogu ulic Narbutta i al. Niepodległości. Na terenie koszar często dochodziło także do pojedynczych egzekucji, dokonywanych zazwyczaj na polecenie SS-Obersturmführera Patza. Znany jest przypadek publicznego powieszenia jednego z osadzonych. Ponadto część uwięzionych w Stauferkaserne mężczyzn wywieziono gestapowskimi „budami” w nieznanym kierunku i ślad po nich zaginął. Prawdopodobnie zostali oni zamordowani w okolicach siedziby Sipo w al. Szucha. Więzione w koszarach kobiety z Mokotowa pędzono natomiast przed czołgami w kierunku powstańczych barykad.

## Pacyfikacja Sadyby
Osiedle Sadyba od 19 sierpnia pozostawało obsadzone przez oddziały AK przybyłe z Lasów Chojnowskich. Sadyba znajdując się w polskich rękach osłaniała od południa powstańcze pozycje na Dolnym Mokotowie. Generał Günther Rohr, który dowodził niemieckimi siłami w południowych dzielnicach Warszawy otrzymał od SS-Obergruppenführera Bacha zadanie zdobycia osiedla, co miało stanowić pierwszy krok na drodze do wyparcia powstańców znad brzegów Wisły. Od 29 sierpnia oddziały niemieckie przypuszczały ataki na Sadybę. Osiedle było także intensywnie bombardowane przez niemieckie lotnictwo i ostrzeliwane przez ciężką artylerię. Ostatecznie 2 września atakujące z kilku stron oddziały Rohra zdołały całkowicie opanować Sadybę. Zginęło około 200 obrońców. Tylko nielicznym żołnierzom AK udało się wycofać na teren powstańczego Mokotowa.
Po opanowaniu Sadyby Niemcy wymordowali wszystkich wziętych do niewoli powstańców. Rannych dobijano. Doszło także do szeregu zbrodni na ludności cywilnej. Żołnierze niemieccy – przede wszystkim ci, którzy należeli do formacji Luftwaffe – obrzucali granatami piwnice, w których chronili się cywile oraz przeprowadzali doraźne egzekucje, których ofiarami padali nie tylko młodzi mężczyźni podejrzewani o udział w powstaniu, lecz także kobiety, starcy i dzieci. W jednym z masowych grobów odnaleziono później ciała ośmiu nagich kobiet z rękami związanymi drutem kolczastym. Po upadku Sadyby zamordowano m.in. co najmniej 80 mieszkańców ulic: Podhalańskiej, Klarysewskiej i Chochołowskiej. Jedną z ofiar masakry był Józef Grudziński – działacz ruchu ludowego, zastępca przewodniczącego konspiracyjnej Rady Jedności Narodowej. Z zeznań świadków wynika, że niemieccy żołnierze mordujący mieszkańców Sadyby powoływali się na rozkazy dowództwa, mówiące o likwidacji wszystkich mieszkańców Warszawy.
Po ostatecznym opanowaniu Sadyby Niemcy spędzili kilka tysięcy ocalałych cywilów na teren Fortu Piłsudskiego, gdzie przed egzekucją ocaliła ich interwencja niemieckiego generała. Był to prawdopodobnie sam SS-Obergruppenführer Bach, który tego dnia zapisał w swym dzienniku, że jechał „wzdłuż tysięcy jeńców i cywilów” wygłaszając „płomienne przemówienia”, w których gwarantował im życie. Niemniej, na terenie fortu zamordowano pewną liczbę młodych mężczyzn podejrzewanych o udział w powstaniu.

## Upadek Mokotowa

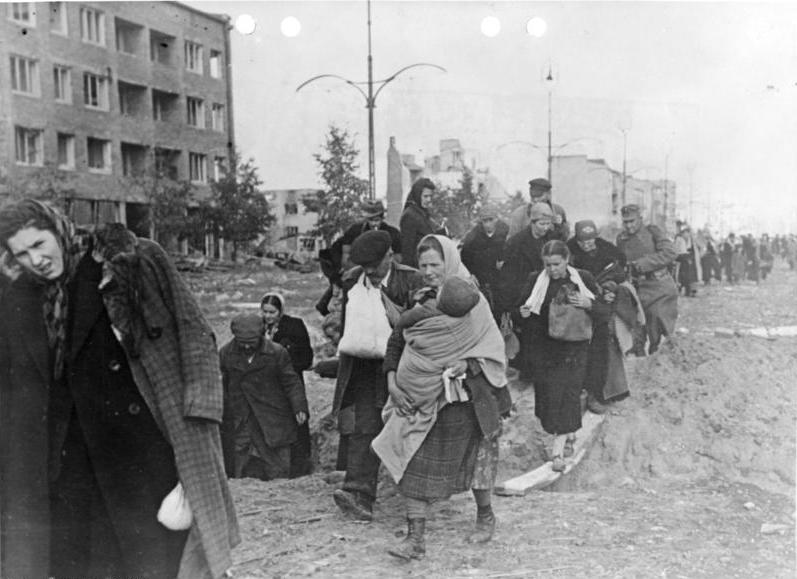
Ludność cywilna wysiedlana z Mokotowa

24 września 1944 oddziały niemieckie przypuściły generalny szturm na Górny Mokotów. Po czterech dniach zaciekłych walk nastąpił upadek dzielnicy. Podobnie jak miało to miejsce w innych dzielnicach Warszawy niemieccy żołnierze mordowali rannych i personel medyczny w zdobytych szpitalach powstańczych. 26 września rozstrzelano lub spalono żywcem kilkunastu rannych leżących w powstańczym szpitalu przy ul. Czeczota 17 oraz na punkcie opatrunkowym przy ul. Czeczota 19. Tego samego dnia w powstańczym szpitalu przy al. Niepodległości 117/119 Niemcy rozstrzelali sanitariuszkę Ewę Matuszewską „Mewę”, a nieznaną liczbę rannych wymordowali za pomocą granatów. Po kapitulacji Mokotowa (27 września) SS-Obergruppenführer Bach zagwarantował życie wziętym do niewoli powstańcom. Mimo tego Niemcy zamordowali nieustaloną liczbę ciężko rannych Polaków leżących w piwnicach domów przy ul. Szustra (odcinek między Bałuckiego a Puławską), jak również podpalili szpital powstańczy przy ul. Puławskiej 91, gdzie zginęło ponad 20 osób.
Z opanowanych kwartałów Mokotowa Niemcy brutalnie wypędzali mieszkańców, dokonując przy tym grabieży oraz podpaleń. Na ul. Kazimierzowskiej rozstrzelano ponad 70 mężczyzn podejrzewanych o udział w powstaniu. Po zakończeniu bitwy Niemcy zgromadzili ludność cywilną wraz z rannymi powstańcami na terenie toru wyścigów konnych na Służewcu, a następnie wywieźli do obozu przejściowego w Pruszkowie.

### Egzekucja przy ulicy Dworkowej

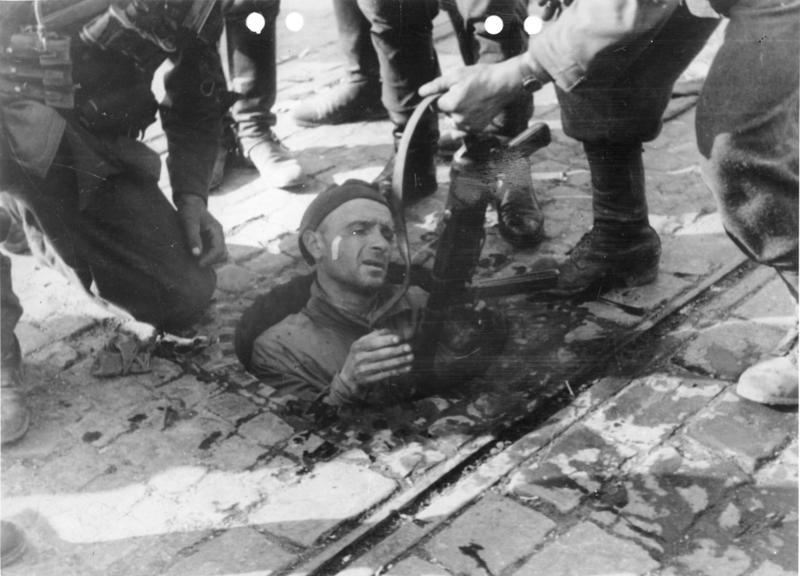
Jeden z powstańców schwytanych w okolicach Dworkowej

Po kilku dniach niemieckiego szturmu stało się jasne, że z powodu ogromnej przewagi wroga upadek dzielnicy jest nieunikniony. Wieczorem 26 września na rozkaz dowódcy obrony Mokotowa – podpułkownika Józefa Rokickiego „Daniela” – oddziały 10. Dywizji Piechoty AK rozpoczęły ewakuację kanałami do znajdującego się wciąż w polskich rękach Śródmieścia.
W trakcie chaotycznej ewakuacji część powstańców zabłądziła w kanałach i po kilkudziesięciu godzinach ciężkiego marszu omyłkowo wyszła z włazu na terenie zajętym przez Niemców. Schwytanych powstańców i cywilów doprowadzono pod pobliską komendę żandarmerii przy ul. Dworkowej. Tam Niemcy odseparowali osoby cywilne oraz część sanitariuszek i łączniczek od reszty schwytanych, podczas gdy wziętym do niewoli żołnierzom AK rozkazali uklęknąć przy parkanie na skraju pobliskiej skarpy. Gdy jeden z powstańców nie wytrzymał napięcia i spróbował odebrać broń strażnikowi, policjanci z Schutzpolizei rozstrzelali wszystkich wziętych do niewoli żołnierzy AK. Ofiarą masakry padło około 140 jeńców.
Kolejnych 98 powstańców, ujętych po wyjściu z kanałów, rozstrzelano przy ul. Chocimskiej. Przed egzekucją Niemcy skatowali jeńców, zmuszając ich do klęczenia z rękami podniesionymi do góry i bijąc kolbami karabinowymi.

## Odpowiedzialność sprawców
8 sierpnia 1944, a więc jeszcze w trakcie powstania, żołnierze AK przypadkowo wzięli do niewoli SS-Untersturmführera Horsta Steina, który cztery dni wcześniej kierował masakrą na ul. Olesińskiej. Stein stanął przed powstańczym sądem polowym, który skazał go na karę śmierci. Wyrok wykonano.
W 1954 Sąd Wojewódzki dla m. st. Warszawy skazał na karę dożywotniego więzienia SS-Brigadeführera Paula Ottona Geibla, sprawującego formalne dowództwo nad oddziałami SS i policji, które w pierwszych dniach sierpnia 1944 dopuściły się szeregu zbrodni na Mokotowie. 12 października 1966 Geibel popełnił samobójstwo w więzieniu mokotowskim. Dr Ludwig Hahn – komendant SD i policji bezpieczeństwa  w Warszawie, kierujący wraz Geiblem obroną „dzielnicy policyjnej” – przez wiele lat mieszkał w Hamburgu pod swoim prawdziwym nazwiskiem. Przed sądem stanął dopiero w 1972 i po trwającym rok procesie skazany został na karę 12 lat pozbawienia wolności. W procesie rewizyjnym hamburski sąd przysięgłych podwyższył karę na dożywotnie pozbawienie wolności (1975). Hahn wyszedł jednak na wolność w 1983 i zmarł trzy lata później.
W 1980 sąd w Kolonii uznał SS-Obersturmführera Martina Patza, dowódcę 3. zapasowego batalionu grenadierów pancernych SS, winnym wymordowania 600 więźniów więzienia mokotowskiego oraz skazał go na 9 lat więzienia. Sądzony w tym samym procesie Karl Misling otrzymał wyrok 4 lat więzienia.